# Heinbach (Fichtelnaab)
Der Heinbach ist ein Fließgewässer, das im  oberpfälzischen Steinwald entspringt und nach Süden durch die Naab-Wondreb-Senke fließt. Er mündet bei Trautenberg (Krummennaab) von links und vom Norden in die Fichtelnaab, die über die Waldnaab und dann die Naab in die Donau entwässert.

## Name
Der Unterlauf des Heinbachs vom Zufluss des Grenzbachs bei Thumsenreuth bis zur Mündung in die Fichtelnaab bei Trautenberg wurde früher als Fortsetzung des Grenzbachs bezeichnet, nach der damaligen Nomenklatur war also der Heinbach ein linker, nördlicher Nebenfluss des Grenzbachs. Die Bezeichnung Grenzbach für den Unterlauf des Heinbachs ist auch heute noch in der Bevölkerung verbreitet.

## Geographie

### Verlauf
Der Heinbach entspringt am Griesrangen am  Südhang des Plößbergs auf dem Gebiet der Gemeinde Friedenfels im Steinwald und fließt zunächst in südöstlicher Richtung. Nach wenigen Metern vereint er sich mit dem links vom Norden kommenden, viel längeren Bärnbach und wendet sich nach Süden, wo er bald in den Griesweiher einläuft. Im Griesweiher mündet der Strudelbach oder Griesbach zu, nach Quellhöhe, Länge wie auch beigetragenem Einzugsgebiet der bedeutendere Oberlauf.
Aus dem Griesweiher fließt der Bach in südwestlicher Richtung weiter, erreicht die offene Flur und macht einen Bogen in östlicher Richtung um das Siedlungsgebiet von Friedenfels herum. Dabei speist er den Mühlenteich der Einöde Haferdeckmühle. Kurz darauf wendet er sich Richtung Süden, wo ihm am südöstlichen Ortsrand von Friedenfels der Steinwaldbach von rechts und Westen her zufließt. Ab hier verlief von 1894 bis 1958 die Strecke der Bahnstrecke Reuth–Friedenfels, des sogenannten Friedenfelser Bockerls, entlang des Heinbachs nach Reuth; auf der Trasse verläuft heute ein Radweg.
Nach dem Zusammenfluss schlägt der Heinbach einen südwestlichen Verlauf ein und bildet die Grenze zwischen den Gemeinden Reuth bei Erbendorf im Osten auf der linken Bachseite sowie Friedenfels westlich auf der rechten Bachseite. Nachdem er das Gemeindegebiet von Friedenfels hinter sich gelassen hat, trennt er die Gemeinden Krummennaab auf der rechten, westlichen Seite und Reuth bei Erbendorf auf der linken, östlichen Seite. Ab der Einöde Zainhammer nimmt er wieder einen südlichen Verlauf und erreicht nach etwa 900 Metern den nordöstlichen Ortsrand des Dorfs Thumsenreuth, wo er den von rechts und Westen kommenden Grenzbach aufnimmt. Die Einöde Mittelmühle und den Weiler Erlhammer passierend, erreicht er das Dorf Drahthammer. Hier hat er einen Zufluss von links und Norden, den aus dem Weihergebiet von Muckenthal kommenden Rödelbach.
Nachfolgend läuft er am westlichen Ortsrand von Reuth bei Erbendorf entlang. Dort fließt er auch ins Innere des Reuther Gebietes ein. Südwestlich des Ortes, auf Höhe des dortigen Bahnhofs, unterquert er die B299. Auf Höhe des Krummennaaber Ortsteils Scheibe überquert er wieder die Grenze zur Gemeinde Krummennaab. Lehen westlich passierend, fließt er nach Trautenberg, an dessen südlichem Ende er von links und Norden her in die Fichtelnaab mündet.

### Zuflüsse, Seen und Abzweige
Liste einer Auswahl von Zuflüssen und  Seen von der Quelle des Heinbach-Oberlaufzweigs bis zur Mündung.
- Bärnbach, von links und Norden auf etwa 568 m ü. NHN, ca. 1,4 km ab der höchsten Quelle und ca. 0,9 km². Die höchste Quelle entspringt auf etwa 668 m ü. NHN am Bremerschlag.
Der Heinbach selbst ist an diesem Zufluss erst etwas über 0,2 km lang und hat erst ein ca. 0,1 km² großes Einzugsgebiet angesammelt.
- Durchfließt auf etwa 568 m ü. NHN den  Wirtsgirgnweiher gleich nach dem vorigen, ca. 0,1 ha.
- Durchfließt auf etwa 561 m ü. NHN den  Griesweiher, ca. 1,2 km².
- Strudelbach, vielleicht auch Griesbach, von rechts und Nordwesten im Griesweiher, ca. 3,0 km mit seinem längsten und am höchsten entspringenden Oberlauf und ca. 4,2 km². Die höchste Quelle entspringt auf etwa 739 m ü. NHN zwischen Plößberg und Geißberg.
Der Strang Bärnbach → Heinbach ist bis zum Zusammenfluss mit dem Strudelbach erst ca. 2,0 km lang und hat erst ein ca. 1,5 km² großes Einzugsgebiet angesammelt.
- → (Abzweig), nach rechts auf etwa 545 m ü. NHN zum Steinwaldbach in Friedensfels, ca. 1,7 km.
- Steinwaldbach, von rechts und Nordwesten auf etwa 501 m ü. NHN südöstlich von Friedenfels-Unterneumühle. Durchfließt den  Frauenreuther Weiher bei Friedenfels-Frauenreuth, nimmt den Abzweig vom Heinbach auf und durchfließt dann den  Neumühlweiher bei Unterneumühle.
- Grenzbach, von rechts und Nordwesten auf etwa 473 m ü. NHN bei Krummennaab-Thumsenreuth, ca. 8,7 km und ca. 15,1 km². Durchfließt bei Krummennaab-Kohlbühl den  Erlenweiher.
- Rödelbach, von links und Nordosten auf etwa 461 m ü. NHN bei Reuth bei Erbendorf-Drahthammer. Entwässert die zahlreichen  Muckenthaler Weiher.
- (Abfluss des  Griesweihers), von rechts auf etwa 457 m ü. NHN gegenüber Reuth bei Erbendorf.
- (Bach aus dem Stoffelholz), von links und Ostnordosten auf etwa 453 m ü. NHN nach Reuth bei Erbendorf. Durchfließt bei Reuth-Premenreuth den  Oberen Premenreuther Weiher.

## Nutzung
Der Abschnitt zwischen dem Zufluss des Grenzbachs und der Mündung bei Trautenberg ist Fischgewässer des Angelsportvereins Reuth.
In früheren Zeiten wurde die Wasserkraft des Heinbachs genutzt. Er trieb unter anderem an den folgenden Stellen Wasserräder von Wassermühlen und Eisenhämmern an: Haferdeckmühle, Zainhammer, Angermühle (abgegangen), Mittelmühle, Erlhammer und Drahthammer.

## Naturschutz
Den Läufen von Grenzbach und Heinbach entlang bis kurz nach ihrem Zusammenfluss erstreckt sich schmal ein FFH-Gebiet. In beiden Bächen leben Flussperlmuscheln und Groppen.